# Elisabeth Piette
Marie-Elisabeth Piette, geborene Amélie Gertrude Piette (* 28. Mai 1785 in Lüttich; † 15. September 1852 in Laval) war eine  Trappistin, Priorin, Äbtissin und Klostergründerin in Deutschland und Frankreich.

## Leben und Werk
Amélie Gertrude Piette, Tochter eines Rechtsanwalts, trat 1806 in das Kloster Notre Dame de la Miséricorde der Trappistinnen in Darfeld in Westfalen ein und nahm den Ordensnamen Marie-Elisabeth an. Sie legte 1808 die feierliche Profess ab und wurde Subpriorin unter Priorin Hélène Van den Broeck (1767–1826). Als Napoleon 1811 den Zisterzienserorden verbot, führte Piette die französischsprachigen Trappistinnen als Oberin in das schlossähnliche Gehöft Borsut (auch: Borsu) in Verlaine bei Lüttich, wo sie mit dem geistlichen Beistand von François-Marie Van Langendonck im Untergrund lebten.
1816 zog die Gruppe in das von Abt Eugène de Laprade besorgte Kloster Sainte Catherine im Norden von Laval, wo Piette 1819 zur Priorin und 1827 zur Äbtissin gewählt wurde. Visitierendes Kloster war anfänglich Kloster Port-du-Salut, das, ebenfalls aus Darfeld kommend, kurz vorher südlich von Laval eröffnet worden war. Unter den ersten Neueintritten in Sainte Catherine war 1816 die Schwester der Äbtissin, Marie Gertrude Piette (1792–1881).
In die Amtszeit von Piette fallen: 1822 die Gründung einer Mädchenschule, 1824 die Aussendung von Schwestern in die Abtei Flines (Peugniez S. 234) zur (gescheiterten) Reformierung im Sinne der strengeren Observanz, 1837 die Aussendung nach Kloster Mondaye und von dort nach Kloster Cour-Pétral, 1841 die Aussendung nach Kloster Ubexy und 1849 die (gescheiterte) Aussendung nach Vannes. Nach ihrem Tod verließ die Gemeinschaft 1859 den Ort zugunsten eines Neubaus im Kloster La Coudre.